# Сбиса, Лука
Лука Сбиса (итал. Luca Sbisa; род. 30 января 1990, Оцьери, Италия) — профессиональный швейцарский и итальянский хоккеист, защитник. Выбран «Филадельфией Флайерз» в 2008 году под 19-м номером. Ныне играет за «Нэшвилл Предаторз».